# Chorloogijn Bajanmönch
Chorloogijn Bajanmönch (mong. Хорлоогийн Баянмөнх; ur. 22 lutego 1944 w somonie Chjargas) – mongolski zapaśnik w stylu wolnym. Pięciokrotny olimpijczyk. Srebrny medalista igrzysk w Monachium 1972; piąty w Meksyku 1968 i Montrealu 1976. Ósmy w Moskwie 1980, odpadł w eliminacjach turnieju w Tokio 1964. Startował w wadze ciężkiej.
Sześciokrotny uczestnik mistrzostw świata. Złoty medalista w 1975 i srebrny w 1971 i 1974. Zdobył dwa medale na igrzyskach azjatyckich w 1974, złoto w stylu wolnym i srebro w klasycznym. Trzeci w Pucharze Świata w 1975 roku
Po zakończeniu kariery trener zapasów.
Ojciec Gantogtocha, zapaśnika i olimpijczyka z Atlanty 1996.